# Barbara Nichtweiß
Barbara Nichtweiß (* 1960 in Ankara) ist eine katholische Theologin. Sie verantwortet als Ordinariatsrätin im Bistum Mainz die Publikationen des Bistums.
Barbara Nichtweiß wuchs in Seligenstadt am Main auf und studierte an der Universität Trier und der Universität Freiburg im Breisgau katholische Theologie und Germanistik. Sie wurde in Freiburg mit einer Arbeit über den Theologen Erik Peterson zum Dr. theol. promoviert.
Im Rahmen des Projekts „Erik Peterson“ betreut sie die Herausgabe der „Ausgewählten Schriften“. In dieser Werkausgabe werden Bücher und Beiträge dieses Theologen wieder verfügbar, vor allem soll sein Nachlass (Biblioteca Erik Peterson, Turin) erschlossen, veröffentlicht und in der gegenwärtigen theologischen und historischen Forschung zugänglich gemacht werden.

## Schriften
Monografien
- Erik Peterson. Neue Sicht auf Leben und Werk. (Dissertation). Herder, Freiburg im Breisgau 1992, 2. Auflage 1994, ISBN 3-451-22869-6.

Herausgeberschaft
- Erik Peterson: Ausgewählte Schriften. Echter, Würzburg.
  - Band 1: Theologische Traktate. 1994, ISBN 3-429-01630-4.
  - Band 2: Marginalien zur Theologie und andere Schriften. 1995, ISBN 3-429-01672-X.
  - Band 3: Johannesevangelium und Kanonstudien. 2003, ISBN 3-429-02560-5.
  - Band 4: Offenbarung des Johannes und politisch-theologische Texte. 2004, ISBN 3-429-02597-4.
  - Band 5: Lukasevangelium und Synoptica. 2005, ISBN 3-429-02747-0.
  - Band 6: Der Brief an die Römer. 1997, ISBN 3-429-01887-0.
  - Band 7: Der erste Brief an die Korinther und Paulus-Studien. 2006, ISBN 3-429-02835-3.
  - Band 8: „Heis Theos“. Epigraphische, formgeschichtliche und religionsgeschichtliche Untersuchungen zur antiken „Ein-Gott“-Akklamation. Nachdruck der Ausgabe von Erik Peterson 1926 mit Ergänzungen und Kommentaren von Christoph Markschies, Henrik Hildebrandt, Barbara Nichtweiss u. a. 2012, ISBN 978-3-429-02636-3
  - Band 9/1: Theologie und Theologen. Texte. 2009, ISBN 978-3-429-03162-6.
  - Band 9/2: Theologie und Theologen. Briefwechsel mit Karl Barth u. a., Reflexionen und Erinnerungen. 2009, ISBN 978-3-429-03163-3.
  - Sonderband: Ekklesia. Studien zum altchristlichen Kirchenbegriff. 2010, ISBN 978-3-429-03286-9.

- Neues Jahrbuch für das Bistum Mainz. Beiträge zur Zeit- und Kulturgeschichte der Diözese.

- Mainzer Perspektiven
  - Mainzer Perspektiven. Berichte und Texte aus dem Bistum. ISSN 0947-6903.
  - Mainzer Perspektiven. Wort des Bischofs. ISSN 0947-6911.
  - Mainzer Perspektiven. Aus der Geschichte des Bistums. ISSN 1434-2774.
  - Mainzer Perspektiven. Orientierungen. ISSN 0947-692X.